# Мисиминия
Мисими́ния — позднеантичное и раннесредневековое государственное образование мисимиян. Известно с I века н. э. В VII—VIII веках находилось в вассальной зависимости от Лазского царства. В 730-х годах было поглощено соседним, более сильным княжеством Абазгией, на основе которого и Апсилии сложилось позже Абхазское царство. В границах примерно совпадало с исторической областью Дал-Цабал.
Располагалось на территории современной Абхазии в среднем течении реки Кодор. Мисимияне владели крупными крепостями Бухлоон и Собгиси.
Столица — Цахар. Правящая династия неизвестна.